# Gnetum montanum
Gnetum montanum Markgr. – gatunek rośliny z rodziny gniotowatych (Gnetaceae Blume). Występuje naturalnie w Indiach, Bhutanie, Mjanmie, Tajlandii, Laosie, Wietnamie, Chinach (w południowej części Junnanu oraz regionie autonomicznym Kuangsi), Malezji oraz Indonezji. 

## Morfologia
PokrójWiecznie zielone, zdrewniałe liany. Dorasta do 10 m wysokości.
LiścieMają kształt od podłużnego do eliptycznego. Mierzą 10–25 cm długości i 4–11 cm szerokości. Są niemal skórzaste. Blaszka liściowa jest o klinowej nasadzie i tępym lub ostrym wierzchołku. Ogonek liściowy jest nagi i dorasta do 8–15 mm długości.
KwiatySą jednopłciowe, zebrane w szyszki przypominające kłosy. Oś szyszki jest nierozgałęziona. Kwiaty męskie zebrane są po 25–45, z 10–15 płonnymi kwiatami żeńskimi, mierzą do 2,5–6 cm długości. Kwiaty żeńskie zebrane są po 5–8.
NasionaJako roślina nagonasienna nie wykształca owoców. Nasiona mają kształt od jajowatego do cylindrycznego i brązowoczerwonawą barwę, osiągają 12–15 mm długości.

## Biologia i ekologia
Roślina dwupienna. Rośnie w wiecznie zielonych lasach, na wysokości do 2700 m n.p.m. Kwiaty są zapylane od kwietnia do czerwca, natomiast nasiona dojrzewają od sierpnia do października.